# Boksen op de Gemenebestspelen 2014
Boksen is een van de sporten die beoefend werden tijdens de Gemenebestspelen 2014 in Glasgow. Het bokstoernooi vond plaats van 25 juli tot en met 2 augustus in het Scottish Exhibition and Conference Centre.

## Medaillewinnaars

### Mannen
| Gewichtsklasse            | Goud             | Zilver            | Brons                                   |
| ------------------------- | ---------------- | ----------------- | --------------------------------------- |
| Lichtvlieggewicht – 49 kg | Paddy Barnes     | Devendro Laishram | Ashley Williams Fazil Kaggwa            |
| Vlieggewicht – 52 kg      | Andrew Moloney   | Muhammad Waseem   | Abdul Omar Reece McFadden               |
| Bantamgewicht – 56 kg     | Michael Conlan   | Qais Ashfaq       | Sean McGoldrick Benson Gicharu Njangiru |
| Lichtgewicht – 60 kg      | Charlie Flynn    | Joe Fitzpatrick   | Joseph Cordina Michael Alexander        |
| Halfweltergewicht – 64 kg | Josh Taylor      | Junias Jonas      | Samuel Maxwell Sean Duffy               |
| Weltergewicht – 69 kg     | Scott Fitzgerald | Mandeep Jangra    | Tulani Mbenge Steven Donnelly           |
| Middengewicht – 75 kg     | Antony Fowler    | Vijender Singh    | Connor Coyle Benny Muziyo               |
| Halfzwaargewicht – 81 kg  | David Nyika      | Kennedy St Pierre | Nathan Thorley Sean McGlinchy           |
| Zwaargewicht – 91 kg      | Samir El Mais    | David Light       | Efetobor Apochi Stephen Lavelle         |
| Superzwaargewicht + 91 kg | Joseph Joyce     | Joseph Goodall    | Mike Sekabembe Efe Ajagba               |

### Vrouwen
| Gewichtsklasse           | Goud              | Zilver         | Brons                                |
| ------------------------ | ----------------- | -------------- | ------------------------------------ |
| Vlieggewicht – 52 kg     | Nicola Adams      | Michaela Walsh | Pinki Rani Mandy Bujold              |
| Weltergewicht – 64 kg    | Shelley Watts     | Laishram Devi  | Alanna Audley-Murphy Maria Machongua |
| Halfzwaargewicht – 81 kg | Savannah Marshall | Ariane Fortin  | Lauren Price Edith Ogoke             |

## Medailleklassement
| Plaats | Land               | Goud | Zilver | Brons | Totaal |
| 1      | Engeland           | 5    | 1      | 1     | 7      |
| 2      | Noord-Ierland      | 2    | 2      | 5     | 9      |
| 3      | Australië          | 2    | 1      | 0     | 3      |
| 4      | Schotland          | 2    | 0      | 2     | 4      |
| 5      | Canada             | 1    | 1      | 1     | 3      |
| 6      | Nieuw-Zeeland      | 1    | 1      | 0     | 2      |
| 7      | India              | 0    | 4      | 1     | 5      |
| 8      | Mauritius          | 0    | 1      | 0     | 1      |
| 8      | Namibië            | 0    | 1      | 0     | 1      |
| 8      | Pakistan           | 0    | 1      | 0     | 1      |
| 11     | Wales              | 0    | 0      | 5     | 5      |
| 12     | Nigeria            | 0    | 0      | 3     | 3      |
| 13     | Oeganda            | 0    | 0      | 2     | 2      |
| 14     | Ghana              | 0    | 0      | 1     | 1      |
| 14     | Kenia              | 0    | 0      | 1     | 1      |
| 14     | Mozambique         | 0    | 0      | 1     | 1      |
| 14     | Zuid-Afrika        | 0    | 0      | 1     | 1      |
| 14     | Trinidad en Tobago | 0    | 0      | 1     | 1      |
| 14     | Zambia             | 0    | 0      | 1     | 1      |
| Totaal | Totaal             | 13   | 13     | 26    | 52     |